# Dicranota (Rhaphidolabis) subsessilis
Dicranota (Rhaphidolabis) subsessilis is een tweevleugelige uit de familie Pediciidae. De soort komt voor in het Nearctisch gebied.